# Checotah
Checotah – miasto w Stanach Zjednoczonych, w stanie Oklahoma, w hrabstwie McIntosh. 3 481 mieszkańców (2000). 10 marca 1983 roku urodziła się tam Carrie Underwood, amerykańska piosenkarka muzyki country.